# Mesochorus valdierius
Mesochorus valdierius là một loài tò vò trong họ Ichneumonidae.